# Спатулярія булаваподібна
Спатулярія булаваподібна (Spathularia clavata) — вид грибів роду Спатулярія (Spathularia). Гриб класифіковано у 1889 році.

## Будова
Плодові тіла з золотисто-жовтою або оранжево-жовтою кулею на кінці, висотою 4—6 см, діаметром до 2,5 см. Ніжка білувата або жовтувата, циліндрична, часто сплющена, біля основи зазвичай з бульбоподібним здуттям, гладка. Верхня частина (спороносна) розширена на зразок гребінця, хвиляста, відокремлена від ніжки. М'якоть тонка, з приємним грибним запахом. Аски булавоподібні, 8-спорові. Спори ниткоподібні або голкоподібні, догори розширені, розміром 45—70 2—3 мкм.

## Поширення та середовище існування
Голарктичний лісовий вид. Ареал охоплює Європу, Азію, Північну Америку, особливо часто зустрічається в гірських лісових масивах центральної і південної частини Європи, часом виходить і на рівнинні ділянки. Виростає на підстилці в ялинниках і ялицево-широколистяних лісах. Плодові тіла зустрічаються окремо або невеликими групами.

## Природоохоронний статус
Включений до Червоної книги Білорусі 2-го видання (1993). Охороняється в Польщі.

## Практичне використання
Плодові тіла утворюються в серпні — жовтні (не щороку). Надзвичайно декоративний маловідомий їстівний гриб.